# Зоряний шлях: Вундеркінди
«Зоряний шлях: Вундеркінди» (англ. Star Trek: Prodigy) — американський дитячий анімаційний телесеріал, створений братами Кевіном і Деном Хагеманами для потокового сервісу Paramount+ і кабельного телеканалу Nickelodeon. Це десятий серіал за «Зоряним шляхом», запущений в 2021 році як частина розширеного всесвіту «Зоряного шляху» Алекса Курцмана. «Зоряний шлях: Вундеркінди» — перший серіал у франшизі, орієнтований на конкретно молодшу авдиторію, а також перший, що цілком використовує тривимірну комп'ютерну анімацію.
Серіал розповідає про групу молодих інопланетян, які знаходять зореліт Федерації «Протозоря» й тікають на ньому з неволі в Дельта-квадранті галактики.
Прем'єра «Зоряний шлях: Вундеркінд» відбулася на Paramount+ 28 жовтня 2021 року та на Nickelodeon 17 грудня. Другий сезон стартував 1 липня 2025 на Netflix.

## Сюжет

### Перший сезон

#### Перша частина
В космічній колонії-в'язниці Тарс Ламора юний в'язень Дал Р'ел вкотре намагається втекти, і йому допомагає інший невідомий утікач. Але план провалюється і охоронець Дреднок обіцяє Далу свободу в обмін на інформацію про невідомого помічника. Дал відмовляється свідчити проти нього. Тоді начальник Дреднока, Провісник, вирішує скористатися допомогою своєї дочки Ґвіндали. Вона шкодує Дала й дає йому один день на пошуки, просячи видати все, що він знає про втікача. Дал знайомиться з кремезною ув'язненою Рок-Так, удвох вони, при таємній допомозі втікача, виявляють печеру з зорельотом Об'єднаної Федерації Планет «Протозоря». Зайшовши всередину, Дал і Рок-Так завдяки автоматичному перекладачеві починають розуміти одне одного та здогадуються, що Провісник шукає саме «Протозорю». Вони вирішують втекти на зорельоті, проте двох замало для керування. Тож вони беруть в команду Джанкома Поґа, істоту Марфа, і до них приєднується втікач — безтілесне створіння Нуль у механічному скафандрі. Вони ремонтують зореліт, а Дал повертається до Дреднока, щоб відволікти його увагу. Штучний інтелект «Протозорі», який представляє голограма Кетрін Джейнвей, сприймає в'язнів за кадетів Зоряного Флоту й допомагає їм вилетіти з печери. Нова команда рятує Дала та схоплює Ґвіндалу, що намагалася їм завадити. Дреднок кидається навздогін, але «Протозорі» вдається покинути колонію.
Дал проголошує себе капітаном, обманувши Джейнвей, а Ґвіндалу замикають на гауптвахті. Джейнвей навчає екіпаж як керувати зорельотом і розповідає про Федерацію. Дал не вірить, що описана нею держава має добрі наміри, тому наказує зосередитися на дослідженні космосу. «Протозоря» сідає на планету, чия біосфера виявляється єдиним організмом, що заманює членів екіпажу в пастки, показуючи їхні мрії та страхи. Дал мріє знайти своїх батьків, Рок-Так прагне отримати справжніх друзів, Джанком — просто смачно поїсти, а Ґвіндала — щоб батько пишався нею. Біосфера ледве не зжерає гостей, але їм вдається побороти ілюзії та повернутися на зореліт. Тим часом Провісник прибуває на планету і між порятунком дочки та захопленням «Протозорі» обирає останнє. Ґвіндала стає на бік утікачів і дає їм час утекти, а вони потім забирають Ґвіндалу. Джейнвей активовує унікальний другий двигун «Протозорі», що переносить зореліт на 4000 світлових років, за межі дії сенсорів Провісника. Джейнвей усвідомлює, що «Протозорю» було послано в Дельта-квадрант галактики з командою, яку очолював капітан Чакотай. Але зореліт було захоплено невідомими, а призначення польоту засекречено.
Поступово команда вчиться працювати злагоджено та вирішувати несподівані проблеми. Дал Р'ел, усвідомивши, що йому бракує капітанських здібностей, зізнається Джейнвей, що він і його друзі викрали зореліт. Голограма проте вирішує, що повинна піклуватися про новий екіпаж. Колишня наставниця Дал Р'ела, шахрайка, повідомляє Провіснику координати «Протозорі». Тоді Дредноку вдається потай зламати реплікатор зорельота, щоб побудувати на його борту свою копію. Провісник зв'язується з «Протозорею» та погрожує вбити всіх в'язнів Тарс Ламори, якщо йому не передадуть протоядро. Команда зорельота вирішує виконати вимогу, та коли Провісник отримує «Протозорю», він вимикає життєзабезпечення в'язниці, а Ґвіндалу забирає з собою. В польоті він розуміє, що Дал Р'ел з друзями викрали протоядро, тож змушений повернутися. Тим часом Дал Р'ел згуртовує в'язнів, а Рок-Так і Джанком ремонтують життєзабезпечення. Разом їм вдається врятуватися на зорельоті вау н'акат, але Провісник все ж викрадає протоядро.
Тоді Провісник показує Ґвіндалі, що їхня цивілізація зараз насправді процвітає, але за 50 років вона загине в громадянській війні, спричиненій зустріччю з Федерацією. Провісника було послано з майбутнього, щоб завадити цьому, скориставшись «Протозорею», та знищити Зоряний Флот. Дал Р'ел з Нуль телепортуються на «Протозорю», Нуль звільняється зі скафандра, спричиняючи божевілля Провісника, але Ґвіндала теж бачить справжній вигляд Нуль і психічно травмується. Провісника лишають на самоті на Тарс Ламорі, а Ґвіндала внаслідок лікування позбавляється спогадів про батькову розповідь. «Протозоря» бере курс на Федерацію, чим привертає увагу справжньої Кетрін Джейнвей.

#### Друга частина
Екіпаж «Протозорі» шукає притулку на віддаленій ретрансляційній станції зв'язку Зоряного флоту, яку обслуговує лейтенант Фрекс. Під час біометричних сканувань Марф ідентифікується як меланоїдний слизовий хробак, а інформація про расу Дала виявляється засекреченою. Ґвіндала користується лазаретом станції, щоб відновити заблоковані спогади про план Провісника. Тим часом Фрекс мимоволі підмикає «Протозорю» до станції, що призводить до поширення закладеного Провісником вірусу. Станція вибухає, Фрекс тікає, а екіпаж повертається на «Протозорю». Тим часом Джейнвей і екіпаж зорельота «Безстрашний» знаходять Провісника на Тарс Ламорі.
Шукаючи спосіб знешкодити вірус, мандрівники виявляють деактивований куб борґів (наслідок фіналу «Зоряний шлях: Вояджер») і висаджуються на нього. Колектив борґів асимілює гостей, проте Ґвіндала визволяє друзів і змушує борґів знову заснути.
«Протозоря» рятує жителів однієї планети від наслідків аварії човника Зоряного флоту, поки Марф перетворюється на кокон і перероджується в гуманоїдній формі. Щоб не привертати зайвої уваги, мандрівники вирішують сховати свій зореліт і знайти інший. Свої послуги їм пропонує контрабандист Окона, коли Джейнвей нарешті вислідковує екіпаж «Протозорі». «Безстрашний» стріляє в «Протозорю», що спричиняє її зупинку в Ромуланській нейтральній зоні.
Під час зупинки в космопорту генетик Джаґо повідомляє Далу, що той генетично модифікована людина, результат експериментів ученого-вигнанця Ерика Сунга; і дає йому імплантат, призначений розблокувати приховані здібності. Ромуланці бажають захопити «Протозорю», але для цього їм потрібен капітан. Дал виявляє здатність контролювати нападників, але втрачає контроль і Нуль видаляє імплантат. Паралельно Провісник опиняється на борту «Безстрашного», де його зустрічає представниця його виду, Захисниця, котра допомагає Провіснику згадати минуле.
Голограма Джейнвей замикає екіпаж у віртуальній реальності на голографічній палубі, щоб безпечно доставити до простору Федерації. Дал намагається телепатично попередити справжню Джейнвей про вірус, але випадково міняється з нею тілами. Вони повертаються до норми при особистій зустрічі, але Зоряний Флот обстрілює «Протозорю», коли стає ясно, що нею керують сторонні.
Захисниця і її Дреднок вирушають на «Протозорю», щоб захопити її. Провісник вирішує захистити Ґвіндалу і зазнає смертельного поранення. Захисниця успішно поширює вірус, який змушує кораблі Зоряного флоту стріляти одні в одних; універсальні перекладачі теж перестають працювати. Ґвіндала завдяки своєму знанню мов посилає сигнал лиха, на який відповідають кілька союзників Федерації. Прибуває більше кораблів Федерації, але цього замало, щоб зупинити крах армади. Тоді екіпаж «Протозорі» вирішує, що дія вірусу припиниться, якщо підірвати зореліт. Голограма Джейнвей запускає самознищення, а решта екіпажу рятуються в човнику. План спрацьовує і хоча «Протозорю» знищено, решту флоту вдається врятувати.
Мандрівники дістаються до Землі, де постають перед судом. Джейнвей виправдовує їх і дозволяє приєднатися до пошуків капітана Чакотая та його команди. Вона виявляє, що останній політ «Протозорі» створив тунель у майбутнє, звідки надходить сигнал від Чакотая. Ґвіндала вирушає на рідну планету, щоб спробувати запобігти громадянській війні. Решта входять до екіпажу нової «Протозорі».

## Головні персонажі
- Дал Р'ел (англ. Dal R'El, озвучує Бретт Грей): 17-річний гуманоїд невідомого виду, має фіолетову плямисту шкіру, сіру зачіску та хвостик на потилиці. В дитинстві виховувався ференгі Нанді (Nandi), яка продала його в рабство на шахтарську колонію-в'язницю Тарс Ламора. Дал Р'ел сміливий, проте хвалькуватий і недовірливий, схильний брехати. Виконує роль капітана «Протозорі». Впродовж другого сезону з'ясовує, що він поєднує ДНК багатьох рас Федерації і є наслідком експериментів Ерика Сунга.
- Ґвіндала (англ. Gwyndala, Елла Пернелл): 17-річна вау н'акат на прізвисько «Ґвін», біологічна клон свого батька, Провісника. Має людиноподібний вигляд, сіру шкіру та світлі коси. Виросла на Тарс Ламорі під батьківською опікою, вона має хорошу освіту та навички бою, але не поділяє прагматизму Провісника. В неї є телепатично контрольований кинджал. Наприкінці другого сезону між нею та Далом виникає закоханість.
- Джанком Поґ (англ. Jankom Pog, Джейсон Манцукас): 16-річний телларит. Знається на ремонті техніки, любитель багато поїсти.
- Нуль (англ. Zero, Ангус Імрі): медузан — безтілесна, безстатева, енергетична форма життя, чий справжній вигляд може змусити збожеволіти тих, хто його побачить. Нуль було викрадено з експедиції медузанів, щоб використовувати для допитів. Утікши, Нуль носить скафандр, зроблений з підручних матеріалів. Цікавиться наукою й технологіями. Наприкінці другого сезону отримує новий скафандр.
- Рок-Так (англ. Rok-Tahk, Райлі Алазракі): 8-річна брікарка, має вигляд кремезного гуманоїда, покритого червоною кам'янистою лускою. Рок-так вирізняється великою фізичною силою, проте сором'язлива й сентиментальна.
- Марф (англ. Murf, Ді Бредлі Бейкер): істота у вигляді мінливої краплі слизу, здатна проковтнути й переварити будь-що. Екіпаж ставиться до Марфа як до кумедної тварини, проте як зазначає Нуль, ця істота кмітливіша, ніж здається. В другому сезоні розвивається в гуманоїдну форму.
- Дреднок (англ. Drednok, Джиммі Сімпсон): робот-охоронець Провісника, який наглядає за в'язнями та розшукує «Протозорю». Кожен учасник місії вау н'акат має свого Дреднока.
- Провісник (англ. Diviner, Джон Ноубл): тиран Тарс Ламори, який шукає «Протозорю». Він вважав, що лишився останнім представником свого виду, тому створив собі дочку Ґвіндалу, порушивши наказ таємничого товариства. Провісник страждає від невідомої хвороби, тому за межами своєї оселі носить спеціальний костюм. Гине в фіналі другого сезону, захищаючи дочку.
- Голограма Джейнвей (англ. Hologram Janeway, Кейт Малгрю): голографічна порадниця «Протозорі», заснована на знаменитій у Федерації Кетрін Джейнвей, яка командувала зорельотом «Вояджер», що здійснив політ з Дельта-квадранта галактики в Альфа-квадрант (див. «Зоряний шлях: Вояджер»). Вона не знає що сталося з попереднім екіпажем «Протозорі», але приймає Дал Р'ела з його друзями як нову команду, та допомагає їм навчитися всього, що повинні вміти кадети Зоряного Флоту Федерації. Гине в фіналі другого сезону, щоб урятувати Зоряний флот від вірусу вау н'акат.

## Оцінки й відгуки
Серіал зібрав 93 % позитивних рецензій на Rotten Tomatoes і 68 балів зі 100 на Metacritic.
Ділан Рот із Polygon відгукнувся, що серіал слугує для ознайомлення молодших глядачів із всесвітом «Зоряного шляху», тому показує пригоди не досвідченої команди, а новачків під керівництвом наставниці-голограми. Проте голограма Джейнвей є поки єдиним елементом, який розміщує сюжет у певному місці та часі «Зоряного шляху». Серіал повертає деякі забуті складові всесвіту, такі, як медузан (показаних аж у 1968 році) і брикарів (згадувалися в романах 1990-х), але глядачі нічого не втрачають, якщо дивляться «Вундеркіндів» без попередніх знань. Та оскільки «Протозоря» все наближається до кордонів Федерації, можна очікувати дедалі більше знайомих елементів. Як вступ до «Зоряного шляху», «Вундеркінди» дуже вдалі, не в останню чергу й тому, що «Кожна серія має власну ідентичність, але кожна з самого початку визначається її відношенням до того, що було раніше».
Браян Лоурі з CNN писав, що «„Зоряний шлях“ продовжував свою місію через кілька втілень протягом останніх 55 років, але обслуговування дітей традиційно не було однією з сильних сторін творіння Джина Родденберрі». Серіал «Вундеркінди», за словами Лоурі, використовує типові елементи «Зоряного шляху», як-от космос, стосунки капітана з командою, сутички, проте робить це дуже довільно і розширює авдиторію, жертвуючи логікою. Хоча там присутні яскраві персонажі та є зв'язок із серіалом «Зоряний шлях: Вояджер», «серіал переважно просто прозоро відмовляється від назви „Шлях“, не даючи відчуття, що він кудись прямує, сміливо чи інакше».
На думку Діондри К. Браун з Common Sense Media, «Попри те, що цей новий погляд на дорогоцінну серію, призначений для молодшої аудиторії, ним може насолоджуватися вся родина. „Зоряний шлях: Вундеркінди“ — це задоволення для очей, оскільки творці обирають повністю цифровий стиль анімації, який робить кожну сцену захопливою та привабливою. Серіал також мудро долає розрив із молодшою авдиторією, щоб ознайомити зі всесвітом „Зоряного шляху“. Сюжет може бути зрозумілий як новачкам, так і відданим фанатам. Хоча серіал не ідеальний, він розважальний, веселий і стрімкий». Зазначалося, що серіал варто дивитися дітям від 7 років і старше, адже крім чудово показаної різноманітної команди шукачів пригод, які проявляють злагоджену роботу, у «Вундеркіндах» присутнє мультиплікаційне насильство на кшталт лазерних пострілів і піднімаються теми неволі й рабства.